# Halcyon senegalensis
Il martin pescatore dei boschi (Halcyon senegalensis Linnaeus, 1766) è un uccello della famiglia Alcedinidae, diffuso nell'Africa sud del Sahara.